# (4509) Горбацкий
(4509) Горбацкий (лат. Gorbatskij) — типичный астероид главного пояса, открыт 23 сентября 1917 года российским и советским астрономом Сергеем Белявским в Симеизской обсерватории и 23 мая 2000 года назван в честь советского и российского астронома Виталия Горбацкого.

## Обнаружение и именование
(4509) Горбацкий
Открыт 23 сентября 1917 года в Симеизе С. И. Белявским.
Виталий Герасимович Горбацкий (р. 1920) — профессор Санкт-Петербургского университета, хорошо известен своими работами в области космической газовой динамики. Он выдвинул механизм дисковой аккреции, интерпретировал спектры излучения переменных звёзд и предложил объяснение “горячих точек” в системах двойных звёзд.
Оригинальный текст (англ.)4509 Gorbatskij
Discovered 1917 Sept. 23 by S. Beljavskij at Simeis.
Vitaly Gerasimovich Gorbatskij (b. 1920), professor at St. Petersburg University, is well known for his works in the field of cosmic gas dynamics. He put forward the mechanism of disk accretion, interpreted the emission spectra of variable stars and proposed an explanation for “hot spots” in systems of binary stars.
Источники: 20000523/MPCPages.arc; M.P.C. 40701.

## Орбита

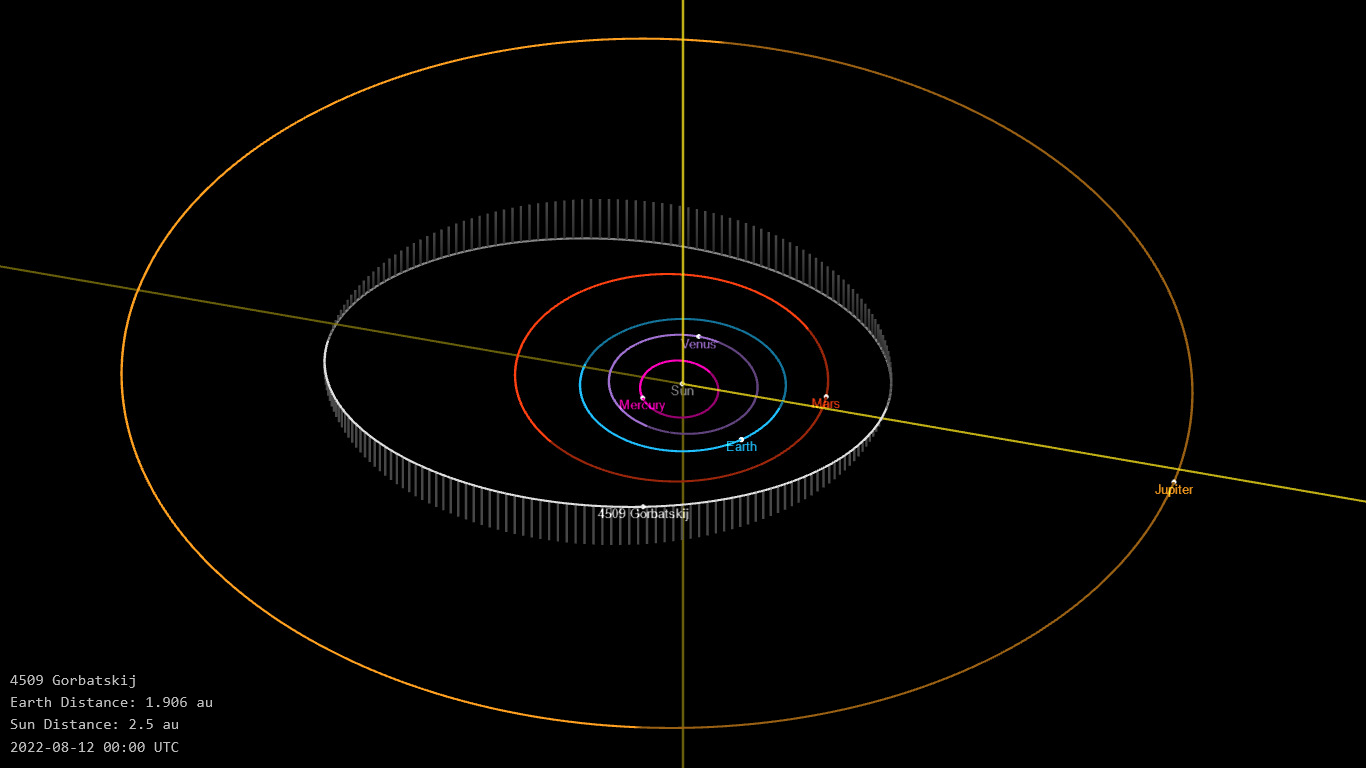
Орбита астероида Горбацкий и его положение в Солнечной системе

## Физические характеристики
Астероид относится к таксономическому классу C.
По результатам наблюдений в видимом и ближнем инфракрасном диапазоне космического телескопа NEOWISE диаметр астероида сначала оценивался равным 12,684±0,057 км, позже — 11,562±0,197 км. Согласно тем же источникам альбедо оценивается как 0,1329±0,0224 и 0,159±0,023.